# هیتمن: اسم‌کد ۴۷
هیتمن: اسم‌کد ۴۷ (به انگلیسی: Hitman: Codename 47) یک بازی ویدئویی در سبک اکشن-ماجراجویی مخفی‌کاری است که توسط آی‌او اینتراکتیو توسعه یافته و به‌وسیلهٔ آیدوس اینتراکتیو در سال ۱۹۹۹ برای مایکروسافت ویندوز منتشر شد. این نخستین بازی از مجموعه بازی‌های هیتمن به‌شمار می‌رود که با بازی هیتمن ۲: قاتل خاموش ادامه یافت.

## داستان
مأمور ۴۷ ابتدا در تیمارستانی در حالی که بر روی تختی خوابیده است بیدار می‌شود و توسط بلندگویی که پشت آن مردی ناشناس در حال صحبت کردن است هدایت می‌شود، آن مرد ناشناس هیتمن را به آموختن کار کردن با اسلحه و سلاح‌های سرد هدایت می‌کند و در نهایت هیتمن با پوشیدن لباس یکی از گاردهای تیمارستان از تیمارستان فرار می‌کند.
یکسال بعد از فرار از تیمارستان هیتمن به عضویت ICA در می‌آید، هیتمن توسط دایانا برنوود توجیه می‌شود که به سراغ قتل ۴ مغز متفکر تبهکار به سراسر جهان سفر کند، در هنگ کنگ هیتمن رهبر گروه اژدهای قرمز به نام لی هانگ را به وسیلهٔ سازماندهی جنگی بین او و رقبایش از بین می‌برد.
بعد از آن هیتمن به کلمبیا فرستاده می‌شود و قاچاقچی معروف به نام Pablo Belisario Ochoa رابه قتل می‌رساند، در بوداپست هیتمن یک تروریست اتریشی به نام فرانتس فاچز را ترور می‌کند، بعد از آن به رتردام نفوذ می‌کند تا بدنامی به نام Arkadij "Boris" Jegorov (آرکادی "بوریس" یگوروف) که قاچاقچی اسلحه می‌باشد و وابستگان به او را به قتل برساند.

هیتمن در حین مأموریت آخر خود که قتل قاچاقچی بدنام که چهارمین نفر و آخرین نفر از عضو ۴ نفره که دایانا از طرف سازمان دستور قتل او را داده بود به نامه‌ای دست پیدا می‌کند که در آن هدفهای بعدی توسط افرادی دیگر از باند نوشته شده بود.
بعد از آن به هیتمن توسط دایانا هشدار داده می‌شود که بقیه اعضای باند را ترور کند که در نهایت به قتل آخرین عضو باند منجر شود.
هیتمن مأمور می‌شود که Odon Kovacs که دکتری در تیمارستانی در Satu Mare رومانی است را به قتل برساند که نشان می‌دهد او کسی است که دستور فرار هیتمن از بیمارستان رو داده بود در حالی که هیتمن به تیمارستان وارد می‌شود و kovacs کسی که مکانی که دکتر به هیتمن تزریق کرده است را نشان می‌دهد را به قتل می‌رساند و نیروهای ویژه رومانی وارد تیمارستان می‌شوند.

هیتمن بعد ازآن حقیقت پشت پرده وجود خود را می‌فهمد، او نتیجهٔ یک آزمایش شبیه‌سازی شده از ترکیب موادی ژنتیکی از هر یک از ۴ نفری است که آن‌ها را کشته به علاوه اُرت-مایر. آزمایشهات در جهت ایجاد یک انسان کاملاً بی عیب و نقص بوده است.
اُرت-مایر هیتمن را طراحی کرده بود و به منظور تست او در جهان بیرون و کشتن همکاران خود که قصد سوءاستفاده از اُرت-مایر را در جهت تحقق اهداف خود داشتند را از تیمارستان فراری داده بود.

با کمک مأموری از CIA به نام اسمیت که در زیر تیمارستان اسیر شده بود و به او دارو تزریق شده بود، هیتمن به تشکیلات پنهانی در زیر ساختمان تیمارستان پی می‌برد در واکنش به این دانستهٔ مهم هیتمن اُرت-مایر یک تیم از نوع هیتمن ۴۷ بهبود یافته و وفادار به او به اسم هیتمن ۴۸ را رها می‌کند، هیتمن تمام تیم هیتمن ۴۸ را از بین می‌برد و به اُرت-مایر کسی که این دستور را صادر کرده بود می‌رسد قبل از آن که اُرت-مایر بتواند از خود دفاع کند هیتمن به او شلیک می‌کند در حالی که اُرت-مایر در حال مرگ است بیان می‌کند که او هیچگاه نتوانسته فرزند خودش را تشخیص دهد و در آن حال هیتمن گردن او را می‌شکند و او می‌میرد.

## بازتاب‌ها
| گردآورنده  | امتیاز |
| ---------- | ------ |
| گیم‌رنکینگز | ۷۳٫۶۵٪ |
| متاکریتیک  | ۷۳/۱۰۰ |

| ناشر         | امتیاز  |
| ------------ | ------- |
| یوروگیمر     | ۸/۱۰    |
| گیم اینفورمر | ۶٫۷۵/۱۰ |
| گیم رولیشن   | B       |
| گیم‌اسپات     | ۵٫۲/۱۰  |
| گیم‌اسپای     | ۸۰/۱۰۰  |
| آی‌جی‌ان       | ۶/۱۰    |

هیتمن: اسم‌کد ۴۷ در مجموع بازخوردهایی مختلف و بیشتر مثبت داشت. این بازی از منتقدان گیم‌رنکینگز امتیاز ۷۳٫۶۵٪ و از متاکریتیک امتیاز ۷۳/۱۰۰ را دریافت کرد.

## موسیقی متن
موسیقی متن این بازی توسط جسپر کید ساخته شد اما هیچگاه منتشر نشد تا وقتی که در سال ۲۰۰۵ به همراه موسیقی قسمت دوم بازی در یه دیسک به بازار عرضه شد.